# ジェフリー・デ・ランゲ
ジェフリー・デ・ランゲ（Jeffrey de Lange、1998年4月1日 - ）は、オランダ・アムステルフェーン出身のサッカー選手。ゴー・アヘッド・イーグルス所属。ポジションはゴールキーパー。

## クラブ経歴
2006年からAFCアヤックスのアカデミーで育成され、リザーブチームに昇格してからゴールキーパーとしてプレーし始めた。
2017年4月14日、FCトゥウェンテに移籍した。2020年10月27日、KNVBカップのデ・フラーフスハップ戦にてプロデビューを果たした。